# Estocada al encuentro
En Tauromaquia, una de las formas más frecuentes de realizar la suerte suprema es al encuentro. Si bien, los tiempos de la estocada son los mismos, como se describe a continuación, la característica principal de esta modalidad es que toro y torero se encuentran a mitad de camino entre uno y otro.

## Origen
Esta forma de entrar a matar los toros fue creada por Jerónimo José Cándido, en los inicios del siglo XIX, y aparece descrita en La Tauromaquia de Rafael Guerra “Guerrita”, según la cual “colocado el diestro a mayor distancia de la conveniente para recibir, hace el cite y arranca el toro ganando terreno, entonces el lidiador debe mejorar el suyo arrancando también con prontitud hacia el animal, vaciando mucho con la muleta y haciendo un quiebro para clavar el estoque, saliendo con velocidad por el lado derecho de la res”.
Por tanto, se aclara que al igualar (colocar al toro en el terreno preciso para citar) la distancia debe ser mayor que para las suertes del volapié y la de recibir, y que, tras el cite, tanto el toro como el torero se ganan terreno mutuamente hasta encontrarse a medio camino, donde el torero vaciará la estocada, desviando la atención del toro con la muleta echada al morro y salvando la cornada con un pase de pecho.

## Intérpretes
Esta suerte suele ser usual con toros con tendencia a moverse mucho y que les cuesta quedarse parados con el torero por delante. Respecto a los toreros contemporáneos que la han ejecutado cabría mencionar Alejandro Talavante, Ginés Marín,Luis David Adame, José María Manzanares o Andrés Roca Rey.